# Enviado Especial de la Secretaría General de Naciones Unidas
El Enviado Especial del Secretario General (SESG) es una persona con amplia experiencia diplomática nombrada por el Secretario General de Naciones Unidas para tratar asuntos concretos.

## Lista de Enviados Especiales en la actualidad
- Haile Menkerios Enviado Especial del Secretario General para Sudán y Sudán del Sur  2011.
- María Soledad Cisterna Reyes nombrada Enviada Especial en Discapacidad y Accesibilidad el 20 de junio de 2017.[1]
- Han Seung-soo Enviado Especial del Secretario General para Reducción de Riesgo del Desastres y Agua en noviembre de 2013.[2]
- Hiroute Guebre Sellassie Enviada Especial del Secretario General para el Sahel desde mayo de 2014.[3]
- Staffan de Mistura Enviado Especial del Secretario General para Siria desde el 10 de julio de 2014.[4]
- Said Djinnit Enviado Especial del Secretario General en la Región de Grandes Lagos de África desde el 17 de julio de 2014.[5]
- Martin Griffiths Enviado Especial del Secretario General para Yemen desde febrero de 2018[6]
- Macharia Kamau Enviado Especial para el Desarrollo Sostenible y el cambio climático.[7]
- Mary Robinson Enviada Especial del Secretario General para el cambio climático (2014) y para El Niño y el clima desde el 20 de mayo de 2016.[8][9]
- Staffan de Mistura Enviado Especial al Sahara Occidental (desde octubre de 2021)[10]
- Michael Bloomberg Enviado Especial para la Acción Climática desde marzo de 2018[11]

## Antiguos enviados especiales
- Bill Clinton fue nombrado Enviado Especial  para Haití en mayo de 2009.[12]
- Virendra Dayal enviado especial del secretario general para facilitar las negociaciones para terminar con el apartheid en Sudáfrica en 1992.[13]
- George C. Marshall Enviado Especial  para negociar con el Partido Comunista de China y los Nacionalistas (Kuomintang) a un gobierno unificado en 1945.[14]
- Terje Roed-Larsen fue Enviado Especial del Secretario General para la Implementación de Resolución de Consejo de Seguridad de las Naciones Unidas 1559 (3 de enero de 2005)[15]
- Christopher Ross Enviado Especial al Sahara Occidental (2008-2017)
- Ismail Ould Cheikh Ahmed Enviado Especial del Secretario General para Yemen,  desde abril de 2015 a febrero de 2018.
- Lenin Moreno Enviado especial para temas de discapacidad y accesibilidad (2013-2016).